# Demi Rose

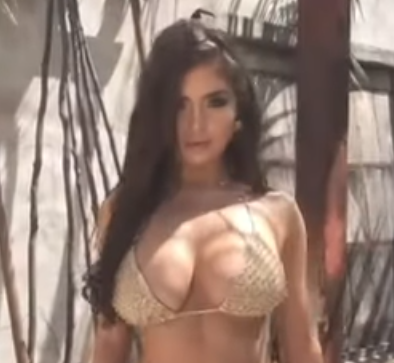

Demi Rose Mawby (Birmingham, 27 de marzo de 1995) es una modelo inglesa, ex DJ y celebridad de las redes sociales.

## Educación
Mawby nació el 27 de marzo de 1995 en Birmingham , Inglaterra y asistió a la escuela secundaria John Willmott School . También fue estudiante en Walsall College.

## Carrera profesional
Mawby se unió a Instagram a los 18 años. Tiene una cuenta en OnlyFans, un servicio de suscripción de contenido de Internet con sede en Londres. En mayo de 2023, actuó como modelo en el video de la canción de DJ Khaled, "How Many Times". Se contactó brevemente con Taz's Angels, un grupo estadounidense de modelos, y dejó el grupo en noviembre de 2023 para regresar al Reino Unido.
Mawby ha aparecido en varias revistas como WorldStarHipHop, FHM, Nuts, Zoo y otras. Obtuvo la portada de la revista Sixty6 en diciembre de 2023. También es embajadora mundial de PrettyLittleThing, un minorista de moda con sede en el Reino Unido.

## Vida personal
En 2020, Mawby, estaba saliendo con el rapero estadounidense Tyga. El padre de Mawby, Barrie Mawby, murió de cáncer en octubre de 2018 y su madre, Christine Mawby, murió de una infección estomacal en junio de 2022.
Mawby, dice que es heterosexual

## Influencer en las redes sociales
Al igual que muchas modelos exitosas en el mundo actual, Demi Rose, saltó a la fama después de compartir una serie de fotos candentes en su cuenta de Instagram @DemiRose registrando actualmente más de 19 millones de seguidores sólo en esa red social y hoy en día es una de las modelos especiales más buscadas en el Reino Unido.